# Cryptanura scutellaris
Cryptanura scutellaris är en stekelart som först beskrevs av Szepligeti 1916.  Cryptanura scutellaris ingår i släktet Cryptanura och familjen brokparasitsteklar. Inga underarter finns listade i Catalogue of Life.